# Exoprosopa procne
Exoprosopa procne är en tvåvingeart som beskrevs av Osten Sacken 1886. Exoprosopa procne ingår i släktet Exoprosopa och familjen svävflugor. Inga underarter finns listade i Catalogue of Life.